# NGC 1157
NGC 1157 é uma galáxia espiral (Sb) localizada na direcção da constelação de Eridanus. Possui uma declinação de -15° 07' 05" e uma ascensão recta de 2 horas, 58 minutos e 06,6 segundos.
A galáxia NGC 1157 foi descoberta em 1886 por Frank Leavenworth.